# Каспий (Астраханская область)
Ка́спий — посёлок в Камызякском районе Астраханской области, входит в состав Раздорского сельсовета.

## История
14 декабря 2010 года в соответствии с Законом Астраханской области № 78/2010-ОЗ был упразднён Каспийский сельсовет, посёлок Каспий вошёл в состав Раздорского сельсовета.

## Население
| 2002 | 2010 | 2013 |
| ---- | ---- | ---- |
| 295  | ↗310 | ↗318 |

| Национальность | Численность (2010) | Процент |
| -------------- | ------------------ | ------- |
| Русские        | 225                | 72,3%   |
| Казахи         | 41                 | 13,2%   |
| Татары         | 8                  | 2,6%    |
| Украинцы       | 7                  | 2,3%    |
| Не указана     | 30                 | 9,6%    |
| Всего          | 311                | 100%    |

## Люди, связанные с посёлком
- Александр Жилкин — бывший губернатор Астраханской области, в 1981—1988 годах работал директором и учителем Каспийской средней школы